# Binnensalzstelle Klein Oedesse
Binnensalzstelle Klein Oedesse este o arie protejată (sit de importanță comunitară — SCI) din Germania întinsă pe o suprafață de 6,74 ha, integral pe uscat.

## Localizare
Centrul sitului Binnensalzstelle Klein Oedesse este situat la coordonatele 52°23′03″N 10°13′24″E / 52.3842°N 10.2233°E.

## Înființare
Situl Binnensalzstelle Klein Oedesse a fost declarat sit de importanță comunitară în ianuarie 2005 pentru a proteja un număr necunoscut de specii din flora spontană și fauna sălbatică aflate în arealul zonei.

## Biodiversitate
Situată în ecoregiunea atlantică, aria protejată conține 2 habitate naturale: Pășuni continentale udate de apa mării, Păduri acidofile de stejar bătrân cu Quercus robur pe câmpii nisipoase.
La baza desemnării sitului se află un număr nedeclarat de specii protejate.
Pe lângă speciile protejate, pe teritoriul sitului au mai fost identificate 2 specii de plante.